# Eugen Roth
Eugen Roth (ur. 24 stycznia 1895 w Monachium, zm. 28 kwietnia 1976 tamże) – niemiecki poeta, nowelista i humorysta. Syn pisarza Hermanna Rotha. Ciężko ranny w październiku 1914 w czasie I wojny światowej, w której służył jako ochotnik.
Studiował historię, historię sztuki i filozofię, w 1922 uzyskał stopień naukowy doktora. W latach 1927–1933 wydawał czasopismo "Münchner Neuesten Nachrichten".
Napisał zbiory wierszy – Ein Mensch (1935), Roths Tierleben (1948-1949) oraz nowel – Abenteuer in Banz (1952).